# Karate Baka Ichidai (film)
Karate Baka Ichidai (空手バカ一代?, Karate Baka Ichidai, titolo internazionale Karate for Life) è un film del 1977 diretto da Kazuhiko Yamaguchi.
Il soggetto è basato sul manga omonimo.
Il film segue la vita di Masutatsu Ōyama, il fondatore del kyokushinkai.